# Live Killers
Live Killers je dvostruki koncertni album britanskog rock sastava Queen koji je sniman tijekom turneje Europom od siječnja do ožujka 1979. godine na kojoj su promovirali album Jazz. Ovo je prvi koncertni album sastava Queen i predstavlja izvrstan zapis sastava na sviračkom i njihovom "arena rock" vrhuncu kojim su završili prvo desetljeće postojanja sastava, netom prije ulaska u osamdesete i prelaska na stadionske megakoncerte širom svijeta.
 Album je presjek najboljih trenutaka i izvedbi pjesama s više različitih koncerata što mu daje poseban ugođaj, jer se slušatelj transformira pjesmu po pjesmu u različiti grad, koncert i ugođaj. Upravo zbog toga i polirane produkcije, te neizvođenja uživo bezbroj puta nadosnimavanog u studiju opernog dijela pjesme Bohemian Rhapsody, album je bio nepravedno žestoko kritiziran u vrijeme svog izlaska, a danas se smatra najboljim koncertnim albumom Queena i jednim od boljih koncertnih zapisa rocka općenito.
 Opće poznata činjenica da su Queen oduvijek uživo zvučali puno žešće i konkretnije za razliku od savršeno produciranih albuma ovdje je prikazana u punom svjetlu unatoč pomalo "prigušenoj" produkciji. Vrhunci vrlo dobrog dvostrukog koncertnog albuma su Now I'm Here i Love of My Life uz jedinstveno sudjelovanje publike, 12-minutni Brighton Rock s izvrsnim gitarističkim solom Brian Maya, te naravno Bohemian Rhapsody i himničke We Will Rock You i We Are the Champions.
 Album je bio vrlo uspješan dosegnuvši broj 3. na britanskoj top ljestvici albuma i broj 16. na američkom "Billboardu", a njegov singl Love Of My Life je postao broj 1. u zemljama Južne Amerike, gdje je otvorio put sastavu. U sklopu ove turneje sastav je nastupio i u Zagrebu što je bilo njihovo jedino gostovanje u Hrvatskoj. Zbog vremenskog ograničenja trajanja dvostruke vinil-ploče na albumu se nisu našle sve pjesme koje je sastav izvodio na ovoj turneji, tako da su otpale "Somebody to Love", "It's Late", "Fat Bottomed Girls" i "If You Can Beat Them".

## Popis pjesama
Strana 1
1. We Will Rock You (brza verzija) - 3:18
2. Let Me Entertain You - 3:15
3. Death On Two Legs (Dedicated To...) - 3:31
4. Killer Queen- 1:59
5. Bicycle Race - 1:28
6. I'm In Love With My Car - 2:08
7. Get Down Make Love - 4:31
8. You're My Best Friend - 2:08

Strana 2
1. Now I'm Here - 8:42
2. Dreamers Ball - 3:44
3. Love of My Life - 4:57
4. '39 - 3:26
5. Keep Yourself Alive - 4:02

Strana 3
1. Don't Stop Me Now - 4:28
2. Spread Your Wings - 5:17
3. Brighton Rock - 12:13

Strana 4
1. Bohemian Rhapsody (uvod: Mustapha) - 6:02
2. Tie Your Mother Down - 3:40
3. Sheer Heart Attack - 3:35
4. We Will Rock You - 2:48
5. We Are the Champions - 3:27
6. God Save the Queen - 1:31

## Pjesme
Strana 1
1. We Will Rock You (brza verzija) (May)
2. Let Me Entertain You (Mercury) - Objavljena 1978. godine na albumu Jazz.
3. Death on Two Legs (Dedicated To...) (Mercury) - Objavljena 1975. godine na albumu A Night at the Opera.
4. Killer Queen (Mercury) - Objavljena 1973. godine na albumu Sheer Heart Attack.
5. Bicycle Race (Mercury) - Objavljena 1978. godine na albumu Jazz.
6. I'm in Love with My Car (Taylor) - Objavljena 1975. godine na albumu A Night at the Opera.
7. Get Down, Make Love (Mercury) - Objavljena 1977. godine na albumu News of the World.
8. You're My Best Friend (Deacon) - Objavljena 1975. godine na albumu A Night at the Opera.

Strana 2
1. Now I'm Here (May) - Objavljena 1974. godine na albumu Sheer Heart Attack.
2. Dreamer's Ball (May) - Objavljena 1978. godine na albumu Jazz.
3. Love of My Life (Mercury - May) - Objavljena 1975. godine na albumu A Night at the Opera.
4. '39 (May) - Objavljena 1975. godine na albumu A Night at the Opera.
5. Keep Yourself Alive (May) - Objavljena 1973. godine na albumu Queen.

Strana 3
1. Don't Stop Me Now (Mercury) - Objavljena 1977. godine na albumu Jazz.
2. Spread Your Wings (Deacon) - Objavljena 1977. godine na albumu News of the World.
3. Brighton Rock (May) - Objavljena 1974. godine na albumu Sheer Heart Attack.

Strana 4
1. Bohemian Rhapsody (uvod: "Mustapha") - Bohemian Rhapsody (Mercury) objavljena 1975. godine na albumu A Night at the Opera. Mustapha (Mercury) objavljena 1978. godine na albumu Jazz.
2. Tie Your Mother Down (May) - Objavljena 1976. godine na albumu A Day at the Races.
3. Sheer Heart Attack (Taylor) - Objavljena 1977. godine na albumu News of the World.
4. We Will Rock You (May) -  Objavljena 1977. godine na albumu News of the World.
5. We Are the Champions (Mercury) -  Objavljena 1977. godine na albumu News of the World.
6. God Save the Queen (Trad.,arr.May) - Objavljena 1975. godine na albumu A Night at the Opera.